# Eustathios von Thessalonike

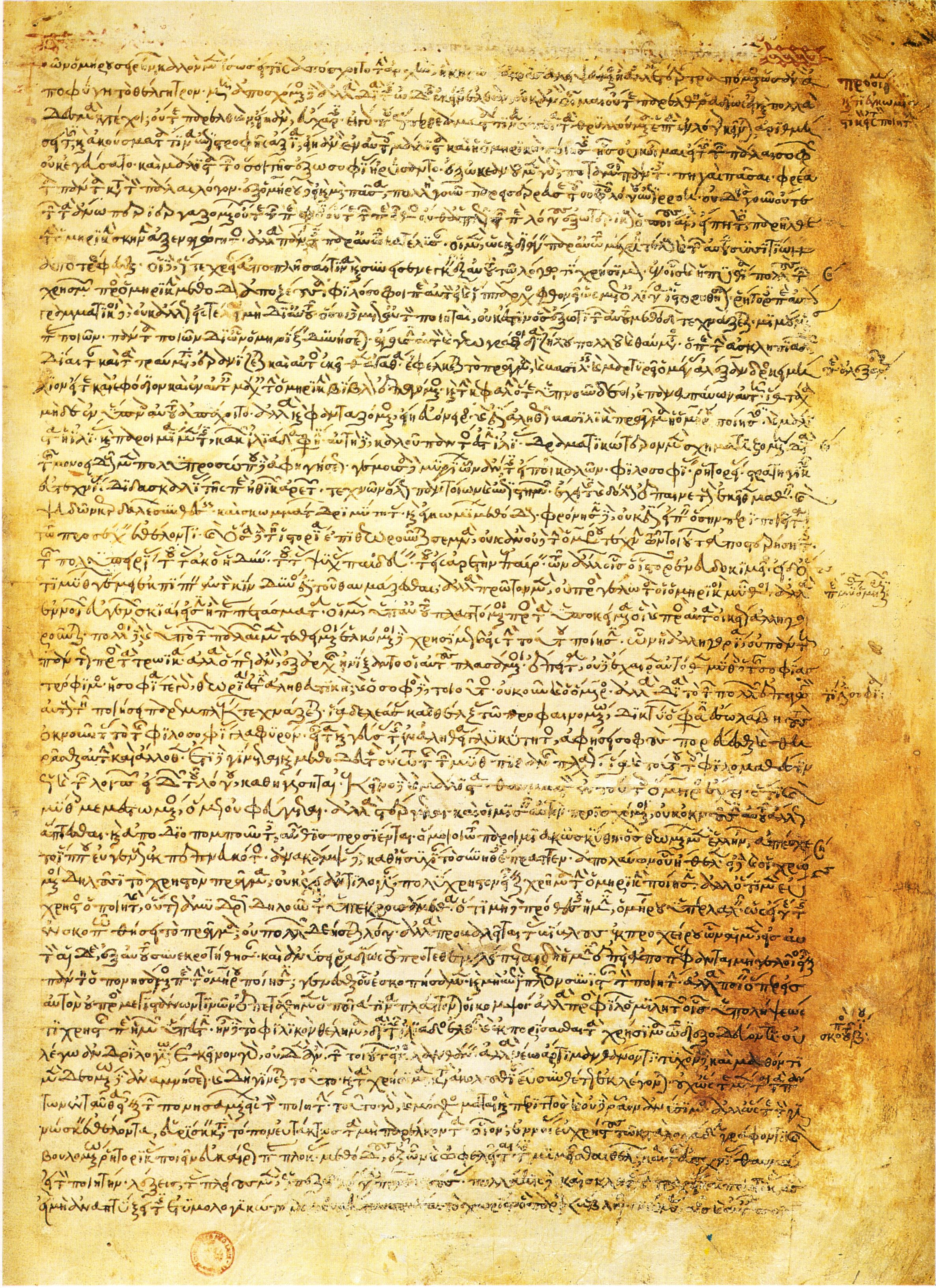
Eustathios von Thessalonike, Kommentar zur Ilias in der Handschrift (Autograph) Florenz, Biblioteca Medicea Laurenziana, Plut. 59.2, fol. 1r

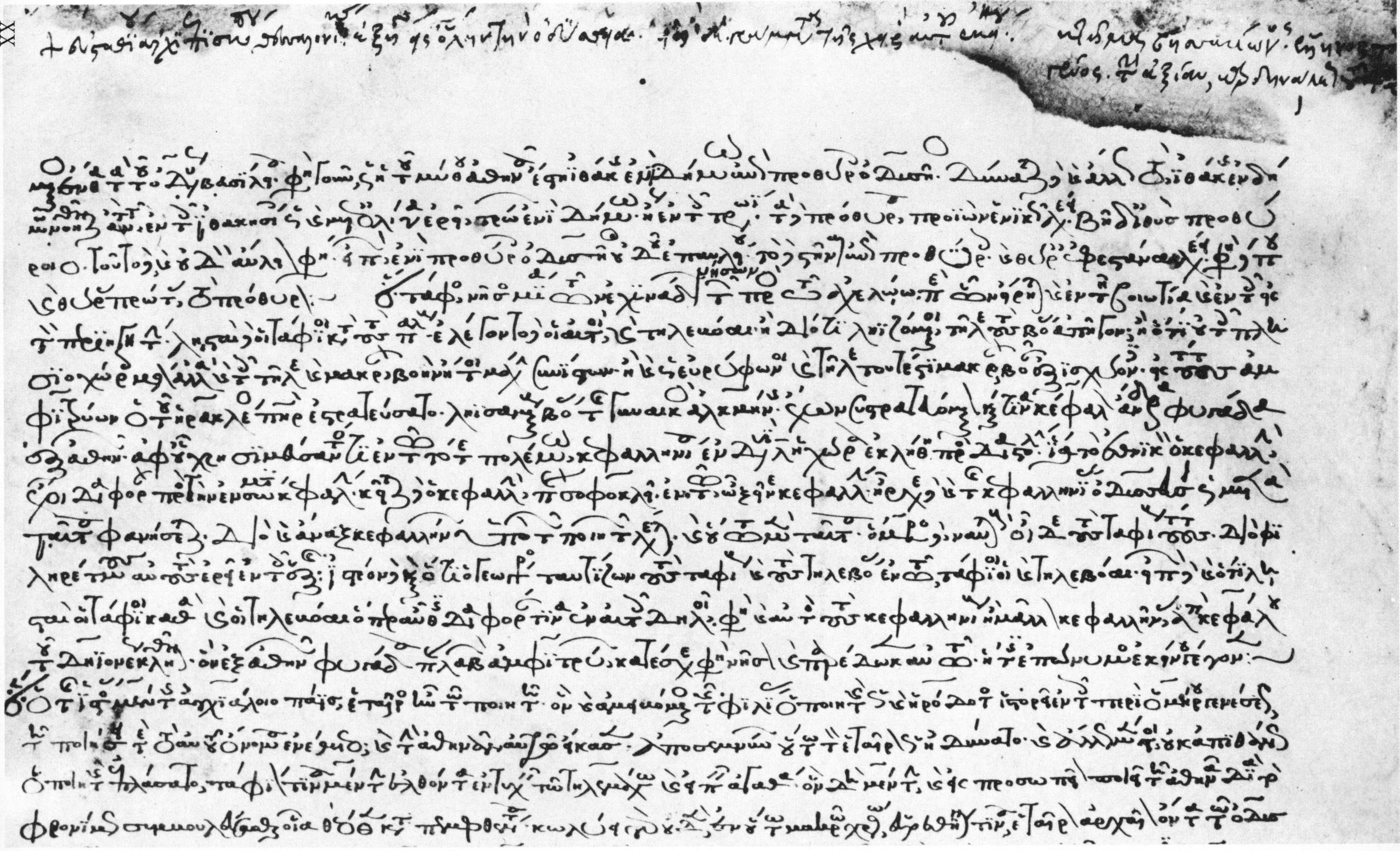
Eustathios von Thessalonike, Kommentar zur Odyssee in der Handschrift (Autograph) Venedig, Biblioteca Marciana, Gr. 460, fol. 1r

Eustathios von Thessalonike (mittelgriechisch Ευστάθιος Θεσσαλονίκης; * um 1110; † um 1195) war ein bedeutender byzantinischer Gelehrter und Geistlicher.
Eustathios war Diakon an der Hagia Sophia und Rhetoriker. Im hohen Alter wurde er wohl 1178 (nicht, wie teils angegeben, 1174) zum Erzbischof von Thessalonike ernannt, obwohl er ursprünglich Bischof in Myra werden sollte. Durch eine Intrige musste er kurzzeitig nach Konstantinopel fliehen, kehrte aber nach Thessalonike zurück, wo er um 1195 starb.
Eustathios war ein umfassend gebildeter und sehr vielseitig interessierter Gelehrter, der über ein geradezu enzyklopädisches Wissen zu verfügen schien. Er gilt als der herausragendste byzantinische Gelehrte seiner Zeit. Eustathios verfasste zahlreiche Werke, darunter eine kritische Schrift zum Mönchtum, Lobreden auf Kaiser und andere Persönlichkeiten, Briefe, theologische Werke sowie Schriften zu antiken Werken.
Sein literarisches Wirken ist für die antike Literatur vor allem wegen der Kommentare zu Pindar, zu Dionysios Periegetes und besonders zur Ilias und Odyssee Homers bedeutsam. In dem umfangreichsten uns erhaltenen Homerkommentar griff er auf alle Bereiche der griechischen Literatur zurück und tradierte damit auch sehr altes, sonst verlorenes Material. Seine Erläuterungen sind zudem aus grammatischer und sprachwissenschaftlicher Sicht interessant.
Eustathios betätigte sich auch als Geschichtsschreiber und verfasste ein erhaltenes Werk, das die normannische Eroberung von Thessalonike im Jahr 1185 schildert.

## Ausgaben
Kommentare zu Ilias und Odyssee
- Marchinus van der Valk (Hrsg.): Eustathius. Commentarii ad Homeri Iliadem pertinentes ad fidem Codicis Laurentiani Editi. 4 Bände. Brill, Leiden 1971–1987; 2. Auflage 1997.
- Johann Gottfried Stallbaum (Hrsg.): Eustathii Archiepiscopi Thessalonicensis Commentarii ad Homeri Iliadem. 7 Bände. Weigel, Leipzig 1825–1830.
- Eric Cullhed, S. Douglas Olson (Hrsg.):  Eustathius of Thessalonica, Commentary on the Odyssey. Leiden: Brill, 2022–. Mit annähernd demselben Aufbau wie Cullhed 2016 (s. u.), aber mit einer kurzen Einführung. Geplante Fertigstellung 2030.
  - Band I: Preface and Commentary on Rhapsodies 1-4. 2022. Rez. von D. J. Mastronarde in BMCR.
  - Band II: Commentary on Rhapsodies 5-8. 2023.
- Eric Cullhed (Hrsg.): Eustathios of Thessalonike, Commentary on Homer’s Odyssey. Volume 1, on rhapsodes A–B. Uppsala, Uppsala Universitet 2016. ISBN 978-91-554-9682-1. Mit einer ausführlichen Einleitung, einem neu erstellten griechischen Text und einer englischen Parallelübersetzung, einem textkritischen Apparat, einem Apparatus locorum citatorum und einem Apparatus fontium et parallelorum. Zugänglich online.
- Johann Gottfried Stallbaum (Hrsg.): Eustathii Archiepiscopi Thessalonicensis Commentarii ad Homeri Odysseam. Weigel, Leipzig 1825–1826; Nachdruck Cambridge University Press, Cambridge 2010 (Digitalisat).
- Eustathiu archiepiskopu Thessalonikēs parekbolai eis tēn Homēru Iliada kai Odysseian. 4 Bände. Bladus, Rom 1542–1550. Darin: Matthaeus Devarius: Tabula, seu Index facillimus et utilissimus eorum, quae in Commentariis Eustathii in Iliadem et Odysseam continentur. Antonius Bladus, Rom 1542–1550. Nachdruck: Index in Eustathii Commentarios in Homeri Iliadem et Odysseam. Studio Matthaei Devarii. Ad fidem exempli Romani correctior editus. Sumtibus Joann. Aug. Gottl. Weigel, Leipzig 1828 (Digitalisat).

Kommentar zu Pindar
- Athanasios Kambylis (Hrsg.): Eustathios von Thessalonike. Prooimion zum Pindarkommentar. Einleitung, kritischer Text, Indices. 2 Teile. Vandenhoeck + Ruprecht, Göttingen 1997.
- Athanasios Kambylis (Hrsg.): Eustathios über Pindars Epinikiendichtung. Vandenhoeck + Ruprecht, Göttingen 1997
- Friedrich Wilhelm Schneidewin (Hrsg.): Eustathii prooemium commentariorum Pindaricorum. Dieterich, Göttingen 1837 (Digitalisat).

Kommentar zu Dionysios Periegetes
- R. Stephens: Tēs oikumenēs periēgēsis. Paris 1547
- Henry Stephens (Hrsg.): Dionysii Orbis descriptio, annotationibus Eustathii. London 1688 (Digitalisat).
- Gottfried Bernhardy: Dionysius Periegetes Graece et Latine. Weidmann, Leipzig 1828 (Neudruck: Olms, Hildesheim 1974).

Eroberung von Thessalonike
- Herbert Hunger (Übers.): Die Normannen in Thessalonike. Die Eroberung von Thessalonike durch die Normannen 1185 n. Chr. in der Augenzeugenschilderung des Bischofs Eustathios (= Byzantinische Geschichtsschreiber. Band 3). Graz 1955.
- Eustazio di Tessalonica: La espugnazione di Tessalonica. Testo critico, introduzione, annotazioni di Stilpon Kyriakidis. Proemio di Bruno Lavagnini, versione italiana di Vincenzo Rotolo (= Istituto Siciliano di Studi Bizantini e Neoellenici, Testi e monumenti. Testi Band 5) Palermo, 1961 (kritischer Text und italienische Übersetzung).
- John R. Melville-Jones (Hrsg.): Eustathios of Thessaloniki. The Capture of Thessaloniki (= Byzantina Australiensia. Band 8). Canberra 1988 (englische Übersetzung mit Einleitung und Kommentar).

Sonstige Werke
- Karin Metzler: Eustathios von Thessalonike und das Mönchtum: Untersuchungen und Kommentar zur Schrift „De Emendanda Vita Monachica“. Walter de Gruyter, Berlin und New York 2006 (Supplementa Byzantina. Texte und Untersuchungen).
- Karin Metzler (Übers., Komm.), Grammatiki Karla (Einl.): Eustathios von Thessalonike, Kaiserreden (= Bibliothek der griechischen Literatur. Band 81). Anton Hiersemann, Stuttgart 2016, ISBN 978-3-7772-1624-9.
- Foteini Kolovou: Die Briefe des Eustathios von Thessalonike. Einleitung, Regesten, Text, Indizes. K. G. Saur, München/Leipzig 2006.
- Peter Wirth (Hrsg.): Eustathii Thessalonicensis Opera minora. Magnam partem inedita (= Corpus Fontium Historiae Byzantinae. Series Berolinensis, Band 32). Walter de Gruyter, Berlin/New York 2000.
- Silvia Ronchey, Paolo Cesaretti (Hrsg.): Eustathii Thessalonicensis Exegesis in canonem iambicum pentecostalem (= Supplementa Byzantina. Band 10). Walter de Gruyter, Berlin/New York 2013.